# Hiawassee
Hiawassee is een plaats (town) in de Amerikaanse staat Georgia, en valt bestuurlijk gezien onder Towns County.

## Demografie
Bij de volkstelling in 2000 werd het aantal inwoners vastgesteld op 808.
In 2006 is het aantal inwoners door het United States Census Bureau geschat op 836, een stijging van 28 (3.5%).

## Geografie
Volgens het United States Census Bureau beslaat de plaats een oppervlakte van
5,6 km², waarvan 4,4 km² land en 1,2 km² water. Hiawassee ligt op ongeveer 607 m boven zeeniveau.

## Plaatsen in de nabije omgeving
De onderstaande figuur toont nabijgelegen plaatsen in een straal van 32 km rond Hiawassee.